# Никола, Карлос
Никола Карлос (полное имя - Карлос Даниэль Никола Жаумандреу ; род. 3 января 1973, Монтевидео) — бывший уругвайский футболист и тренер вратарей в сборной Уругвая по футболу.

## Карьера

### Карьера футболиста
Никола Карлос всю карьеру играл в Южной Америке за ряд команд, среди которых были «Насьональ», «Сан-Лоренсо», «Атлетико Паранаэнсе» и «Индепендьенте Медельин».
Никола за свою карьеру провел четыре матча за сборную Уругвая по футболу с 1996 по 1997 год, включая один матч на Кубке конфедераций ФИФА 1997 года.

### Тренерская карьера
В 2022 году Карлос Никола стал тренером вратарей, готовя сборную Уругвая к предстоящему чемпионату мира 2022 года.